# 吉林市江城音乐广播
吉林市江城音乐广播，前身是吉林市广播老友之声，是吉林市经济广播电台的一个频道。内容以音乐类节目为主，广播范围为吉林市全部，全天24小时播音。

## 播出频率
吉林市
| 发射地 | 频率       |
| 船营区 | AM 1251kHz |
| 昌邑区 | FM 91.3MHz |

- 1251kHz在以前曾被吉林市广播都市110使用，另外在长春市也能听到